# Accettura
Accettura é uma comuna italiana da região da Basilicata, província de Matera, com cerca de 2.427 habitantes. Estende-se por uma área de 89 km², tendo uma densidade populacional de 27 hab/km². Faz fronteira com Calciano, Campomaggiore (PZ), Cirigliano, Oliveto Lucano, Pietrapertosa (PZ), San Mauro Forte, Stigliano.

## Demografia
| Variação demográfica do município entre 1861 e 2011                               |
|                                                                                   |
| Fonte: Istituto Nazionale di Statistica (ISTAT) - Elaboração gráfica da Wikipedia |